# Sechium chinantlense
Sechium chinantlense là một loài thực vật có hoa trong họ Cucurbitaceae. Loài này được Lira & F. Chiang miêu tả khoa học đầu tiên năm 1992.